# 中澤一夫
中澤 一夫（なかざわ かずお、1919年9月27日 - ）は、日本の造園家。1979年から浜松市助役をつとめ、財団法人浜松市公園緑地協会理事長、静岡県立浜松建設技能専門学校講師、日本造園修景協会静岡県支部長、財団法人浜松市公園緑地協会常務理事を歴任。

## 来歴
大阪府出身。千葉高等園芸学校造園科（現千葉大学園芸学部）に進学し、1940年、満洲国高等官試験合格。1941年大学卒業後、満洲国大同学院13期生。満洲国交通部都邑計画司交通部技佐。1945年、長春日本人安民区難民収容所所長。1947年、大阪府土木部勤務。1952年、茨木市役所施設課長。1954年に技術士。1962年から国際住宅都市問題会議に出席。1965年からは浜松市役所勤務。1978年、第5回日本公園緑地協会北村賞受賞。勲五等双光旭日章受章。
著書に『都邑緑化読本』『うるおいのある街づくり―中澤一夫論文集』『総合的な街づくり―都市の再開発と鉄道高架化の記録』（都市計画協会 1981年）など。